# Моторный, Дмитрий Константинович
Дми́трий Константи́нович Мото́рный (2 ноября 1927 — 30 июля 2018) — советский и украинский новатор сельскохозяйственного производства, председатель колхоза имени Кирова Белозерского района Херсонской области. Дважды Герой Социалистического Труда (1966, 1986). Герой Украины (2002).

## Биография
Родился 2 ноября 1927 года в селе Родзянкино (ныне село Андреевка) Бобринецкого района Зиновьевского округа Украинской ССР. Украинец.
В 1932 году вместе с родителями переехал в село Преображенка Чаплинского района Херсонской области, где перед войной окончил 6 классов школы. Затем окончил Херсонский судостроительный техникум (1948—1952), позднее окончил специальный факультет Мелитопольского института механизации и электрификации сельского хозяйства по специальности «инженер-механик» (1957—1959).
В 1943—1948 годах работал трактористом и шофёром совхоза имени К. Маркса в селе Балтазаровка Чаплинского района Херсонской области.
В 1952—1953 годах — помощник мастера, мастер, старший мастер Херсонского судостроительного завода.
В 1953—1957 годах — заведующий мастерской Ушкальской МТС.
В 1959—1962 годах — главный инженер, секретарь парткома колхоза.
В 1962—1963 годах — главный инженер Херсонского производственного совхозно-колхозного управления.
С февраля 1963 года был председателем колхоза имени Кирова (в настоящее время — частно-арендный кооператив «Заря») в селе Чернобаевка Белозёрского района Херсонской области, где жил до самой смерти.
В июне 1987 – октябре 1992 года - председатель совета колхозов Украинской ССР.
В 1999 году – доверенное лицо кандидата в президенты Украины Леонида Кучмы. В апреле 2002 – кандидат в народные депутаты Украины по избирательному округу № 184 Херсонской области (выдвинут блоком политических партий «За единую Украину!», получил 6,75%, занял 7 место 24 претендентов), член Аграрной партии Украины.
В марте 2006 года – кандидат в народные депутаты Украины от Блока Литвина, № 91 в списке, член Народной партии.
Член КПСС с 1951 года. Делегат XXVII съезда КПСС. Член ЦК КПСС (1986—1990). Член Центральной ревизионной комиссии КПСС (1981—1986). Народный депутат СССР (1989—1991) от Всесоюзного совета колхозов. Депутат Верховного Совета Украинской ССР 10—11 созывов.
Автор книги «Земля и люди» (1980).

## Награды и звания
- Указом Президиума Верховного Совета СССР от 22 марта 1966 года за достигнутые успехи в развитии животноводства председателю колхоза имени С. М. Кирова Белозерского района Херсонской области Моторному Дмитрию Константиновичу присвоено звание Героя Социалистического Труда с вручением ордена Ленина и золотой медали «Серп и Молот».
- Указом Президиума Верховного Совета СССР от 20 января 1986 года за выдающиеся успехи в развитии сельскохозяйственного производства, внедрение интенсивных технологий и достижений научно-технического прогресса, досрочное выполнение планов производства и продажи государству продукции земледелия и животноводства в одиннадцатой пятилетке, председатель колхоза имени С. М. Кирова Белозерского района Херсонской области Моторный Дмитрий Константинович награждён орденом Ленина и второй золотой медалью «Серп и Молот».
- Указом Президента Украины № 972/2002 от 2 ноября 2002 года за выдающиеся личные заслуги перед Украинским государством в развитии агропромышленного комплекса, внедрение современных форм ведения хозяйства, председателю частно-арендного кооператива «Заря» Белозерского района Херсонской области Моторному Дмитрию Константиновичу присвоено звание Героя Украины с вручением ордена Государства[2].
- Награждён тремя орденами Ленина (1966, 1975, 1986), орденом Октябрьской Революции (1971), украинскими орденами Государства (2002) и «Князя Ярослава Мудрого» IV (2012)[3] и V степени (1997)[4]; медалью «За доблестный труд в Великой Отечественной войне», медалью «Ветеран труда» (1983).
- Награждён золотыми (1975, 1982, 1983, 1989) и серебряными (1967, 1972) медалями ВДНХ СССР.
- Заслуженный работник сельского хозяйства УССР. Глава правления ЧОК «Заря». Почётный член УААН. Автор научно-популярных статей и выступлений. Лауреат премии им. В. Вернадского.

## Память
- Его имя носит Таврический государственный агротехнический университет (ТГАТУ) в Мелитополе.
- По его инициативе организован региональный фестиваль хорового исполнительства «Чорнобаївський заспів»[5].
- Торжественно отмечалось 80-летие с его дня рождения[6].